# Red Ronnie
Red Ronnie, pseudonimo di Gabriele Ansaloni (San Pietro in Casale, 15 dicembre 1951), è un giornalista, critico musicale, disc jockey, fotografo, conduttore televisivo e conduttore radiofonico italiano.

## Biografia

### DJ radiofonico (1975-1979)
Diplomato in ragioneria all'I.T.C. Marconi di Bologna, alla metà degli anni settanta lavora come cassiere in una banca locale, ma la sua grande passione è la musica: appassionato di rock, specialmente punk rock e alternative, Ansaloni fa il dj a «Radio Bologna Notizie», la prima radio libera bolognese, dove esordisce nell'autunno 1975. Mentre Radio Rai trasmette prevalentemente musica in lingua italiana e le emittenti private propongono la disco music, nella programmazione di Red Ronnie prevalgono Janis Joplin, Jimi Hendrix, i Led Zeppelin e i Doors. Nel 1976 comincia a diffondere le canzoni dei Sex Pistols. Red Ronnie conduce un programma simile in un'altra emittente, «Radio BBC» (Bologna Broadcasting Corporation): Progressive Music. Il 19 novembre 1976 vince il premio per il miglior programma musicale alla rassegna Radio estate giovani, cui partecipano tutte le principali radio libere italiane.

Red Ronnie alla fine degli anni settanta.

Nello stesso anno lascia Radio Bologna e va nella concorrente Punto Radio a Zocca, nell'Appennino modenese. Conosce Vasco Rossi, che all'epoca come lui fa il disc jockey.
Nel 1977 si trasferisce a Pieve di Cento, dove rimane fino al 2017, e sceglie come nome d'arte Red Ronnie; Red per il colore dei capelli e Ronnie in onore di Ronnie Peterson, il pilota di Formula 1 suo idolo. Nello stesso anno fonda «Marconi & Company», una radio indipendente con Bonvi, Lucio Dalla e Francesco Guccini. Il progetto però non decolla e l'emittente viene chiusa alla fine dell'anno.
Il 12 marzo 1977 Red Ronnie, dal balcone della casa di Bonvi, racconta gli scontri di via Rizzoli avvenuti il giorno dopo l'uccisione dello studente Francesco Lorusso agli ascoltatori di Radio Alice, l'emittente creata nel 1975 da ex componenti di Potere Operaio.
(Autori molti compagni, bologna marzo 1977 ...fatti nostri..., Giorgio Bertani Editore, Verona, 1977, pp. 73-75)
Nel 1979 fa il dj allo Small di Pieve di Cento, dove propone un repertorio rock e punk e organizza rassegne di nuovi complessi rock.

#### Attività giornalistica ed editoriale
Fanzine uscita negli anni 1979-1980. Contiene 16 pagine, tutte dedicate alla musica rock alternativa. I testi sono pubblicati sia in italiano sia in inglese. Ad ogni numero è allegata una musicassetta o un disco. Ne usciranno quattro numeri. Il disco allegato al terzo numero fu il noto Mission Is Terminated-Nice Tracks.
Negli anni settanta Red Ronnie fa le sue prime esperienze giornalistiche nelle stesse radio in cui lavora come dj. Per «Radio Alice» realizza un'intervista al fumettista Bonvi, di cui è appassionato lettore e di cui diviene amico. Su «Punto Radio» conduce un programma giornalistico di interviste a piloti della Formula 1. Tramite amici riesce ad avere dei pass per entrare all'autodromo di Monza nelle giornate di gran premio.
Nei tardi anni settanta Red Ronnie crea la sua etichetta discografica, la «Nice Label». Nel 1978 è editore e redattore del «Red Ronnie's Bazar», una fanzine con disco allegato gratuito: la rivista è costruita attorno al prodotto-disco. Tra gli allegati, il concerto dal vivo di un gruppo di rock alternativo inglese, gli Alternative TV, che Red Ronnie registra nell'agosto 1978 in Inghilterra. I dischi sono autoprodotti ed escono con l'etichetta «Nice Label».
Nello stesso periodo collabora a Popular 1 (periodico musicale spagnolo), Popster, Tutti frutti. Con Bonvi crea il supplemento settimanale di fumetti e musica, S&M ("Strisce e Musica"), all'interno del quotidiano «il Resto del Carlino». Nel 1980 intervista Bob Marley in occasione del concerto di San Siro.

### Produttore discografico (1979-1989)
Alla fine degli anni settanta Red Ronnie conosce Fabio Zigante che, con il nome d'arte di Miss Xox, suona punk rock in un gruppo del Great Complotto di Pordenone. Nel 1980 è tra i produttori, insieme a Oderso Rubini e Ado, di Pordenone/The Great Complotto, un album registrato dal vivo in gennaio, che raccoglie il meglio dell'omonimo movimento che ha dato origine al rock indipendente italiano. Red Ronnie spiega così il motivo per cui il punk in Italia non ha attecchito come in tutti gli altri Paesi:
Successivamente dà la possibilità ad alcuni gruppi di apparire nelle tv locali e nel programma di Rai 1 Mister Fantasy di Carlo Massarini (1981).
Nel 1981 l'etichetta di Red Ronnie lancia i Rats ("ratti" in inglese) e nel 1983 produce il doppio LP Mission Is Terminated-Nice Tracks, che contiene versioni live dei Throbbing Gristle, fondatori del genere Industrial, e brani inediti di gruppi della scena rock alternativa italiana. Nel 1987 consiglia all'amico Vasco Rossi di affidare la regia del videoclip di C'è chi dice no a Peter Christopherson, ex membro dei Throbbing Gristle. Christopherson realizza quel video e poi anche il video di Liberi liberi (1989).

### Attività in radio e televisione (1983-2001)
Rivista giovanile.
 Usciranno 61 numeri dal 1986 al 1993.
Negli anni ottanta Red Ronnie diventa conduttore televisivo. Esordisce in televisione presso l'emittente locale Telezola. Il suo primo programma s'intitola Red Ronnie the music and more con…. Nel 1983, all'età di 32 anni, conduce Bandiera gialla su Italia 1, il suo primo programma su una rete nazionale. Ancora per Italia 1 scrive e conduce Be Bop a Lula. Il programma è basato sull'idea di mettere in contatto i fan con le star della musica e farli dialogare tra loro. Successivamente ha altre esperienze alla RAI. Negli anni novanta conduce Roxy Bar su Videomusic. Il programma vince tre volte il Telegatto per la miglior trasmissione musicale. Nel 1986 presenta Pinky, uno spazio musicale all'interno di Domenica in, quell'anno presentato da Raffaella Carrà.
Red Ronnie ha portato nei suoi programmi tv molti artisti underground di cui si parlava solo su riviste o radio specializzate, tra cui gli Stranglers, Genesis P-Orridge, Peter Christopherson, i Virgin Prunes e i Krisma.
Nel 1990 segue la tournée di Gianni Morandi, da cui nasce anche il programma televisivo Gianni Morandi: questa è la Storia, andato in onda su Italia 1 in due parti l'11 e il 13 aprile; inoltre per la Fininvest cura la messa in onda di due dei principali eventi musicali dell'anno, ovvero il Festival di Knebworth e The Wall-Live in Berlin, trasmessi rispettivamente su Italia 1 e Canale 5.
Nel 1991 continua a girare l'Italia con lo spettacolo musicale BeBop sotto la tenda; la formula è quella ormai nota: cantano gruppi e cantanti emergenti e grande importanza è data al dialogo con il pubblico.
Dal 1992 al 2001 conduce la trasmissione musicale Roxy Bar, con cui vince tre Telegatti (1994, 1995, 1996) e in due edizioni del 1996 e del 1997 ha come ospite fisso Giorgio Faletti nel programma in qualità di opinionista, cantante e comico.

#### Candidato alle elezioni (1992)
Sebbene Gabriele Ansaloni sia sempre stato tendenzialmente anarchico, in occasione delle elezioni politiche del 1992 si candida come indipendente per il Partito Socialista Italiano (PSI) guidato da Bettino Craxi. Ottiene 2.600 preferenze a nome Ansaloni Gabriele e altre invalide come Red Ronnie, insufficienti a conseguire un seggio alla Camera dei deputati.

### Spettacoli e festival (2001-2006)
Pubblicazione mensile multimediale in DVD. Nasce nel febbraio 2005. È la prima rivista di Musica Arte e Cultura in DVD; esce contemporaneamente nelle edicole e nei negozi di home video. La visione/ascolto dura 3 ore e mezzo ogni numero. La rivista può essere letta come un normale giornale, ascoltata nello stereo e "sfogliata" al computer. Red Ronnie è il direttore/conduttore e realizzatore delle interviste. Gli argomenti sono vari: cultura, musica (nuova e datata), cinema e arte. Ne usciranno 33 numeri. Molte sono le partecipazioni artistiche, tra cui Riccardo Scamarcio, Carlo Verdone, Fabio Volo, Modà, BO.DA', Deborah Bontempi, J-Ax, Violante Placido, Inés Sastre, e molti altri.
Nelle estati 2001 e 2002 è ideatore e presentatore dell'i-Tim Tour, durante il quale dà la possibilità a gruppi e cantanti esordienti di esibirsi dal vivo e farsi conoscere. In due edizioni porta sui palchi 900 gruppi. Nella prima edizione vince il gruppo salentino dei Negramaro.
Dal 2003 inizia una collaborazione con Volkswagen, che gli permette di dare spazio ad artisti e gruppi emergenti. Utilizza gli spazi del Roxy Bar per fare i casting e realizza e dirige per tre anni consecutivi uno spazio al Motorshow di Bologna, che diventa "Miti della Musica-Volkswagen". Dal 2003 fino al 2009 è responsabile al Motor Show di Bologna dello spazio sponsorizzato dalla Volkswagen..
Nel 2005 è direttore artistico del Festival della Canzone Italiana d'Autore di Isernia. Nello stesso anno è nominato docente di semiologia dello spettacolo, nella facoltà di Lettere all'Università di Siena (corso di scienze della comunicazione).
Nel 2006 trasforma gli studi televisivi del Roxy Bar in un locale omonimo, dando sempre spazio ad artisti emergenti.

### Consulente del Comune di Milano (dal 2008)
Nel 2008 inizia la collaborazione con Letizia Moratti, all'epoca sindaco di Milano per Il Popolo della Libertà. Da quell'anno le sue iniziative gravitano attorno al capoluogo lombardo, che diventa il centro della sua attività.
Tra i progetti realizzati a Milano, «Rock'n'Music Planet», esposizione di suoi cimeli musicali dagli anni cinquanta ai novanta (2008). All'interno e all'esterno della struttura che accoglie la mostra sono esposte le sculture luminose dell'artista Marco Lodola.
Quale consulente per l'immagine video del sindaco di Milano, nel 2008 e 2009 realizza i reportage delle visite di Letizia Moratti in Africa e in Sudamerica. Nel 2009 è consulente di internet e nuove tecnologie per il comune di Milano e apre su YouTube due canali con filmati-reportage e interviste per il sindaco di Milano e commissario Expo 2015 Letizia Moratti. Nel 2009 organizza e presenta al Teatro dal Verme di Milano il concerto "Alliance for Africa". Il 30 maggio 2009 inizia a Guastalla la rassegna "Un Po di Musica", per la Regione Emilia-Romagna, di cui Red Ronnie è direttore artistico e presentatore. In estate allestisce la mostra Riccione-Woodstock nella Villa Mussolini di Riccione.

### Roxy Bar TVsul web (2011-2017)
Il 12 dicembre 2011 Red Ronnie dà vita a un nuovo esperimento, una sua web TV: Roxy Bar TV. Ronnie mette a disposizione 24 ore su 24 (in rotazione e anche in modalità on demand) video che includono le sue esperienze più diverse: dalle interviste a grandi personaggi della musica, dell'arte e della cultura, a spezzoni storici di programmi come Be Bop A Lula, Help! e Roxy Bar. Nato da un'idea di Red Ronnie e Noemi, nel 2012 viene lanciato Still on the Road curato dalla stessa Noemi. Il 7 febbraio 2012 realizza per Roxy Bar Tv il Vasco Day, in occasione del 60º compleanno di Vasco Rossi. Sono 12 ore in diretta da mezzogiorno a mezzanotte ed è il record del web, 2 milioni di spettatori con una permanenza media di 3 ore per ogni spettatore. Altri programmi stabiliscono picchi eccezionali per il web. Una diretta pomeridiana con Jovanotti è vista da 1,3 milioni di spettatori mentre la Vasco night ne conta 1,5 milioni.
Durante la trasmissione consegnava il premio "Gandhi 11 Settembre", rappresentato da una scultura luminosa di Marco Lodola.
Dal 13 ottobre al 15 dicembre 2013 il programma ritorna in onda sulla stessa web TV ogni domenica sera dalle 20.30.
Il 18 dicembre 2016 va in onda l'ultima puntata di Roxy Bar, chiudendo così un ciclo durato quasi 25 anni.
Una puntata speciale del programma viene realizzata, in diretta sul web, il 26 giugno 2017 a Mestre (Venezia).

### L'isola del Che - L'arte nella rivoluzione cubana(2015)
Nell'ottobre 2015 Red Ronnie è produttore insieme a David Guido Pietroni e Sandro Serradifalco della mostra internazionale L'isola del Che - L'arte nella rivoluzione cubana. La mostra espone attraverso serigrafie, disegni e manifesti originali del regime di Fidel Castro quasi 60 anni di storia raccontati attraverso quello che è stato il principale strumento di comunicazione tra il regime e i cubani, la propaganda. Il materiale in mostra, tutto originale, è il frutto del collezionismo di Red Ronnie che è stato tra i pochi reporter al mondo ad aver video-intervistato, per oltre due ore, il Líder máximo.
Già nel 2000 Red Ronnie portò nella terra della rumba e della salsa il messaggio del rock occidentale grazie alla sua celebre trasmissione Roxy Bar, che fu allestita all'Avana. Era approdato a Cuba per la prima volta ancora prima: infatti nel giugno 1995 documentò il concerto di Jovanotti. Il reporter bolognese chiese in quella occasione agli organizzatori cubani di incontrare Alberto Korda, il fotografo che scattò la famosa foto di Che Guevara, che vediamo riprodotta dovunque. Red Ronnie intervistò il celebre fotografo nella sua casa rimanendo folgorato dalla quantità di immagini con cui aveva documentato la storia della rivoluzione cubana. Andò anche a casa di Raul Corrales Forno, un altro importante artista. In entrambe le occasioni acquistò le loro foto che si fece autografare e lì iniziò la sua collezione, che conta oltre 800 pezzi originali.

### Nuovo Roxy Barsul web (2024-)
Mercoledì 10 gennaio 2024 inizia un nuovo ciclo di trasmissioni in diretta via internet, denominato Nuovo Roxy Bar.

## Vita privata

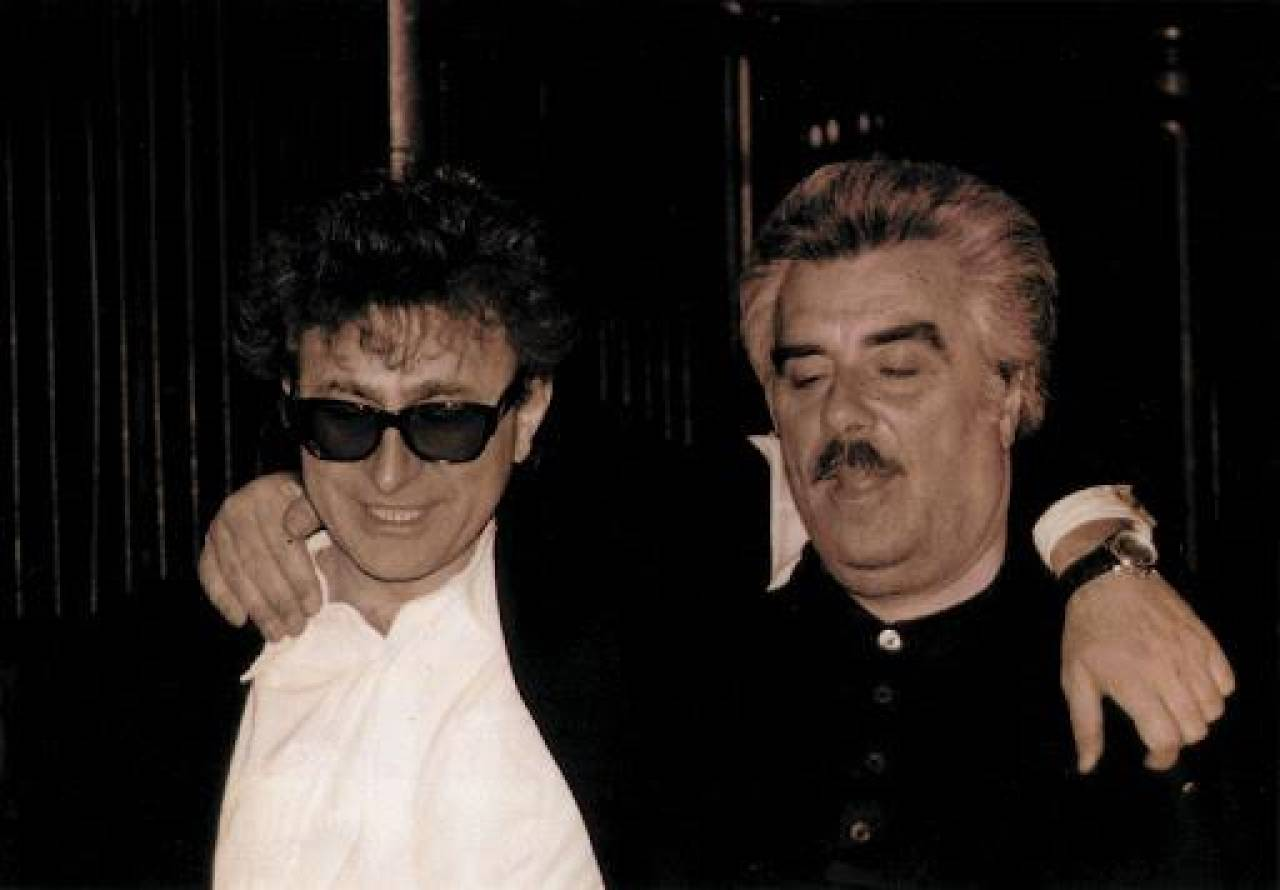
Red Ronnie (a sinistra) con l'amico Vincenzo Muccioli negli anni '80

Red Ronnie è sposato con Morena dal 3 luglio 1977, ed è padre di due figlie, Jessica e Luna. Dal 1991 è vegetariano. Dopo essersi dichiarato vegano per molti anni, in una delle sue dirette del 2023 ha dichiarato di non esserlo più, promovendo prima il miele d'api e successivamente il burro prodotto con latte vaccino.
Nel 1984 con un amico giornalista si è recato per la prima volta a San Patrignano, sulle colline di Rimini, dove ha conosciuto Vincenzo Muccioli fondatore della comunità di recupero per tossicodipendenti. Red Ronnie frequenta San Patrignano ancora oggi.
Nel 1990 ha acquistato per 198.000 sterline (334.620 dollari) da Sotheby's la chitarra Fender Stratocaster Olympic White, che Jimi Hendrix utilizzò nella sua performance a Woodstock. Era stata messa all'asta dal suo precedente proprietario, ovvero Mitch Mitchell, uno dei più fedeli collaboratori del chitarrista statunitense, dal quale il batterista l'aveva ereditata dopo la morte. Qualche anno dopo il presentatore rivende lo strumento al Museum of Pop Culture di Seattle (Stati Uniti), dove ancora risiede.
Fra le sue iniziative filantropiche, ha raccolto fondi per Jenni Cerea, afflitta da grave malattia curabile solo con costosi interventi chirurgici negli Stati Uniti d'America.

## Controversie
Negli anni 2020 ha goduto di rinnovata popolarità. Sono nate controversie per il fatto che abbia sostenuto davanti al grande pubblico le teorie su cui si basano i movimenti antivaccinisti, o altre affermazioni alternative riguardanti l'eliminazione di virus e batteri, il cambiamento climatico e la geoingegneria o l'esistenza degli alieni.

## Opere

### Libri
- Red Ronnie, Paolo De Bernardin, Stefano Mannucci e Peppe Videtti: Rock-Wave '80, Gammalibri, Milano 1981

### Editoria
- Red Ronnie's Bazar (1978-80)
- Be Bop A Lula (1986-1993)
- Roxy Bar (2005-oggi)
- 1992 Corso di chitarra
- 1999 Peace&Love
- Quei favolosi anni '60
- Quei romantici scatenati anni '50
- Videocorso di chitarra

Videocassette
- Una Rotonda sul mare (3 volumi)
- Intervista a William Congdon
- Il loro Futuro è nelle tue mani (LAV)

## Radio
- 1975 - Disc jockey su Radio Bologna Notizie
- 1976 - Progressive Music su Radio BBC di Bologna;
- 1976 - Punto Radio;
- 1977 - Radio Marconi & Company;
- 1989-1991 - Conduce Be Bop a Lula su Radio DeeJay. Nel 1991 la trasmissione diventa Be Bop a Lula… Sotto la Tenda, in onda sempre su Radio Deejay durante la tournée di Gianni Morandi.
- 2004 - Montecarlo Story, su Radio Monte Carlo
- 2014 - Ritratti, su Rai Radio 2
- 2018 - Live in Vinile, su RTL 102.5

## Televisione
- Red Ronnie the music and more con... (Telezola)
- Bandiera gialla (Italia 1, 1983-1984)
- Be Bop a Lula (Italia 1, 1984-1990)
- 1984 Viva San Patrignano, Un processo a...
- Viva Sanremo (interviste e servizi all'interno del Festival di Sanremo) (Italia 1, 1986, 1988-1991)
- Pinky (spazio all'interno di Domenica in) (Rai 1, 1986-1987)
- Vota la voce (Canale 5, 1987-1998)
- 20 anni dopo (il bello del '68) (Italia 1, 1988)
- Una rotonda sul mare (Canale 5, 1989-1990)
- 1989 Ungheria - Italia (Verso l'Europa tra calcio e canzoni)
- Festival di Knebworth (Italia 1, 1990)
- The Wall-Live in Berlin (Canale 5, 1990)
- Gianni Morandi: questa è la Storia (Italia 1, 1990)
- Stasera Beatles (Italia 1, 1990)
- Sapore di mare (Canale 5, 1991)
- La partita del cuore (Rai 1, 1992)
- Roxy Bar (Telemontecarlo, TMC 2, 1992-2001)
- Premio Braille 1994 (Rai 1, 1994)
- Mi ritorni in mente (Rai 1, 1994)
- Stella nascente (Rai 2, 1995)
- Trenta ore per la vita (Canale 5, 1995-1996)
- Tutti i colori del cielo (Rai 2, 1995)
- Mina contro Battisti (Canale 5, 1995)
- Anteprima Pavarotti International (Rai 1, 1996)
- Pavarotti Story (Rai 1, 1996)
- Sogni e canzoni (Rai 1, 1996)
- Natale in Vaticano (Canale 5, 1996)
- Help (Videomusic, 1996-2000)
- 1º Starfestival di Monte Carlo (Telemontecarlo, 1997)
- Qualcuno mi può giudicare (Rai 3, 1998)
- Angeli sotto le stelle (Rai 2, 1998)
- Yesterday (Rete 4, 2002)
- Aspettando Pavarotti & Friends (Rai 1, 2002)
- Stasera Beatles – 40 anni dopo (Italia 1, 2002)
- Cosa succede in città (Jimmy, 2004)
- Bennato & Farmers (Rai 3, 2015)
- C'era una volta il musicarello (Rete 4, 2019)
- SanPa: luci e tenebre di San Patrignano (docu-serie Netflix, 2020)

## Discografia

### Produzioni
- 1981 - Pordenone/The Great Complotto
- 1983 - Mission Is Terminated-Nice Tracks